# Erpocotyle tiburonis
Erpocotyle tiburonis är en plattmaskart. Erpocotyle tiburonis ingår i släktet Erpocotyle och familjen Hexabothriidae. Inga underarter finns listade i Catalogue of Life.